# Cambra Vieja del Trigo (Ademuz)
La Cambra Vieja del Trigo es un edificio civil situado en la villa de Ademuz, provincia de Valencia (España).

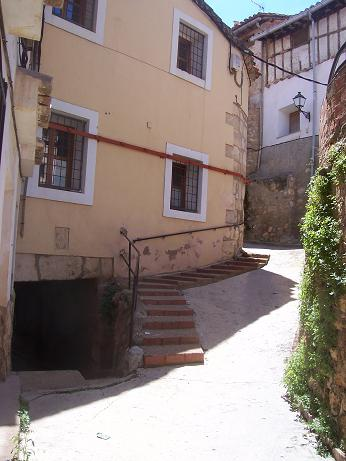
Cambra Vieja del Trigo.. Ademuz.

## Situación
La Cambra Vieja del Trigo se sitúa en el extremo meridional de la Plaza de la Villa de Ademuz.
El edificio constituyó el antiguo almudín o almacén municipal de grano.

## Descripción
Su portada inferior da paso a un callejón sin salida donde también se situaron otras dependencias municipales, como parte del archivo y las carnicerías de la villa.
La consideración de edificio de carácter público está representada por una labra del Señal Real en su entrada, enseña adoptada por la municipalidad como propia durante la época foral.

## Historia
Aunque tanto el almudín como las carnicerías municipales están documentadas desde época medieval, el aspecto definitivo del edificio pudo tener lugar en el siglo XVI.